# امامزادة محمد (مقاطعة فسا)
امامزادة محمد (بالفارسية: امامزاده محمد) هي قرية تقع في قسم فدشكويه الريفي (مقاطعة فسا) في إيران. يقدر عدد سكانها بـ 220 نسمة بحسب إحصاء 2016.